# Egernia cygnitos
Espèce
Egernia cygnitos est une espèce de sauriens de la famille des Scincidae.

## Répartition
Cette espèce est endémique d'Australie-Occidentale en Australie.

## Étymologie
Le nom spécifique cygnitos vient la naine orange 61 Cygni en référence à la couleur orangée de ce saurien.

## Publication originale
- Doughty, Kealley & Donnellan, 2011 : Revision of the Pygmy Spiny-tailed Skinks (Egernia depressa species-group) from Western Australia, with descriptions of three new species. Records of the Western Australian Museum, vol. 26, no 2, p. 115–137 (texte intégral).